# Johann Spangenberg (Theologe)
Johann Spangenberg, auch Johannes Spangenberg (* 29. März 1484 in Hardegsen; † 13. Juni 1550 in Eisleben) war ein deutscher evangelischer Theologe und Reformator.

## Leben
Johann Spangenberg besuchte zunächst die Stadtschule in Hardegsen, bevor er nach  Göttingen und Einbeck auf die dortigen Lateinschulen überwechselte. In Einbeck wurde er vom Küster der Neustädter Kirche im Orgelspiel unterwiesen, während ihm ein Kürschnermeister Gesang und das Harfenspiel beibrachte. Seinen Lebensunterhalt verdiente er sich in Einbeck dadurch, dass er jüngeren Schülern Privatunterricht erteilte. Später unterrichtete er selbst in der Schule zu Gandersheim, ehe er 1508/09 die Universität Erfurt bezog. Dort hielt er sich zum Humanistenkreis. 1511 wurde er Magister. Er erhielt, unter anderem veranlasst durch seine Bekanntschaft mit Botho zu Stolberg, den Ruf als Schulrektor und Prediger nach Stolberg. Da er evangelisch predigte, berief ihn der Rat von Nordhausen 1524 als Pfarrer an die Kirche St. Blasii in einen großen Wirkungskreis.
Diese Tätigkeit übte er 22 Jahre lang aus, unterstützt vom Bürgermeister Michael Meyenburg. Insbesondere kümmerte er sich auch hier um die Schule, schrieb Lehrbücher, betätigte sich aber auch theologisch, indem er Philipp Melanchthons Loci in Frage und Antwort darstellte. Außerdem gibt es von ihm Erbauungsschriften und gedruckte Leichenpredigten.
Er verfasste 1542 in Nordhausen ein Jahrbuch von Advent bis Ostern. Es heißt Die Auslegung der Epistel und Evangelien von den fürnembsten Festen durchs ganze Jar. Seine Vorrede über die Evangelia widmet er der „Durchleuchtigen Hochgeborenen Fürstin / Frawn Elizabeth / gebornen Marggreuin zu Brandenburg / Herzogin zu Braunschweig und Lüneburg / Witwe meiner gnädigen Frawen“ (Veröffentlichung Nürnberg, 1582 Johann Spangenberg). Weiterhin sammelte er Lieder für die evangelische Gemeinde, die er 1545 herausgab. Unter anderem ist ihm auf diese Weise die Überlieferung von O Lamm Gottes, unschuldig zu verdanken.
Als die Grafen von Mansfeld einen Generalinspektor für ihr Land suchten, empfahl ihnen Martin Luther auf seiner letzten Reise Spangenberg für dieses Amt. Er siedelte nach Eisleben über, hat aber in der kurzen Zeit, die ihm noch vergönnt war, nicht viel leisten können. Er besetzte die Stelle des Predigers an der St. Andreaskirche und verkündigte bis zu viermal am Tage das Wort Gottes. Nach vierjähriger Tätigkeit starb Johannes Spangenberg im Alter von 67 Jahren.
Er dichtete eine Vielzahl von geistlichen Liedern und übertrug Sequenzen aus lateinischen Gesängen des 12. und 13. Jahrhunderts ins Deutsche. Zu einer Predigtsammlung, 1545 bei Cornelius Stern in Lüneburg gedruckt, verfasste Martin Luther eine Vorrede. Weiterhin förderte Spangenberg die Reformation durch Herausgabe einer Erklärung des lutherischen Katechismus in lateinischer Sprache und veröffentlichte Schulbücher sowie eine Anleitung zur Führung der Kirchenrechnung.
Sein zweiter Sohn Cyriacus Spangenberg wurde Theologe und Historiker. Auch sein erster Sohn Conrad Spangenberg (* 1525 in Nordhausen; † 10. April 1560 in Mansfeld) wurde Theologe.

## Ehrungen
- In der Stadt Hardegsen erinnert ein Spangenbergweg an den Sohn der Stadt.
- In der Stadt Nordhausen wurde nach ihm die Spangenbergstraße benannt.
- An der Südfassade der St. Blasii-Kirche erinnert eine Bronzetafel an das Wirken Spangenbergs in Nordhausen.

## Werke
Für eine komplette Übersicht siehe das Verzeichnis der im deutschen Sprachbereich erschienenen Drucke des 16. Jahrhunderts (VD 16).
- Margarita theologica … [M. Blum, Leipzig] 1540 = dt.: Heubtartickel reiner Christlicher lere …. Joh. Rhau-Grunenberg, Wittenberg 1540 (Digitalisat).
- Cantiones ecclesiasticae latinae, dominicis et festis Diebvs, in commemoratione Cenae Domini, per totius anni circulum cantandae. Per Ioannem Spangenbergum … Kirchengesenge Deudsch auff die Sontage vnd fuernemliche Feste durchs gantze Jar zum Ampt so man das hochwirdige Sacrament des Abendmals Christi handelt auffs kurtzest durch Johan Spangenberg verfasset. [Michael Lotther], [Magdeburg] 1545 (DKL 1545,14. Digitalisat).
- Questiones Musicae In Usum Scholae Northusianae. Blum, Lipsiae 1544.